# Serie A (pallacanestro maschile)
Il campionato di Serie A comunemente noto come Serie A o Serie A1 è la massima divisione del campionato italiano di pallacanestro maschile di cui rappresenta l'unico livello professionistico. Il torneo, organizzato dalla Lega di pallacanestro, è posto sotto l'egida della FIP.

## Formato
Il campionato si articola in due fasi, la stagione regolare ed i play-off:
- Stagione regolare: da ottobre a maggio, le 16 squadre si affrontano in un girone all'italiana con partite di andata e ritorno.[1] Per ogni giornata, come da regolamento, sono assegnati 2 punti alla squadra vincitrice e nessuno alla formazione sconfitta[1]; al termine delle 30 giornate, le prime 8 classificate sono ammesse ai play-off.[2] Le ultime due squadre in graduatoria retrocedono invece in Serie A2, con le vincenti dei play-off di seconda serie che prendono il loro posto nella stagione seguente.[1]
- Play-off: le 8 squadre partecipanti accedono alla fase finale, ripartita su tre turni (quarti di finale, semifinali e finale). Le gare si svolgono al meglio delle 5 sfide la squadra vincente è proclamata campione d'Italia.[1] Alle coppe europee partecipano 5 formazioni, che si iscrivono alla basketball champions league all’eurocup ed infine all’euroleague

## Storia
Il primo campionato di pallacanestro maschile fu organizzato nel 1920. Le frammentarie notizie apparse sui quotidiani dell'epoca rendono problematica una ricostruzione univoca dell'evento, ma sembra comunque chiaro che un primo vero campionato italiano sia stato quello organizzato dalla Reale Federazione Ginnastica Nazionale Italiana e vinto dalla Società Educazione Fisica Costanza di Milano, capitanata da Carlo Andreoli. Questa è peraltro la versione oggi ufficialmente accettata.

Il primo campionato organizzato ufficialmente dalla neonata FIP fu disputato invece nel 1922, e si svolse in parallelo e senza sostituire quello della Federginnastica, il quale fece seguire altre edizioni alle prime due giocate "in solitaria". Il dominio meneghino della pallacanestro italiana caratterizzò le prime annate: nelle sei stagioni iniziali, vi furono cinque successi per l'ASSI Milano ed uno per l'Internazionale Milano. A cavallo tra gli anni venti e trenta vi fu un alternarsi di vittorie per la Ginnastica Roma e la Ginnastica Triestina, le quali - fatta eccezione per l'edizione 1929 non disputata - si alternarono nell'albo d'oro dei successi tra il 1928 ed il 1935.

Il campionato 1936 fu conquistato dall'Olimpia Milano denominata Borletti; per la squadra lombarda fu il primo di 30 scudetti conquistati nel corso dei decenni. La Borletti, allenata da Giannino Valli, vinse 4 campionati consecutivi; ad interrompere la striscia di successi fu la Ginnastica Triestina, campione nel 1939-1940 e nel 1940-1941. Prima dell'interruzione a causa delle vicende belliche vi furono due successi consecutivi (i primi della propria storia) della Reyer Venezia.

Alla ripresa dopo il conflitto mondiale vi fu l'ascesa della Virtus Pallacanestro Bologna, che per quattro stagioni consecutive si aggiudicò il titolo di Campione d'Italia. Ma nel 1949-1950 iniziò il vero dominio dell'Olimpia Milano, che vinse 14 campionati sui 18 disputati fino al 1966-1967.

Dapprima la Borletti vinse 5 volte consecutivamente, interrotta per due stagioni dalla Virtus Bologna; nel 1956-1957 iniziò la storia dei successi dell'Olimpia targata Simmenthal: 9 titoli su 11. I due campionati rimanenti furono vinti dall'Ignis Varese nel 1960-1961 e nel 1963-1964.

Dopo la vittoria della Pallacanestro Cantù nel 1967-1968, fu proprio la Pallacanestro Varese ad aprire un nuovo ciclo di successi: i varesini vinsero infatti 7 campionati in 10 anni, tra il 1968-1969 ed il 1977-1978, disputando nello stesso periodo 10 finali consecutive di Coppa dei Campioni, vincendone 5: un vero e proprio dominio.

Gli anni ottanta videro ancora la conferma dell'Olimpia Milano; tuttavia nella stagione 1980-1981 arrivò il terzo titolo per Pallacanestro Cantù, e nel 1982-1983 vi fu il primo (ed attualmente unico) successo per la Pallacanestro Virtus Roma. La Victoria Libertas Pesaro entrò prepotentemente nella lotta al vertice e nelle stagioni 1987-1988 e 1989-1990 ottenne due sorprendenti titoli.

Gli anni novanta si aprirono con lo storico successo della Phonola Caserta, campione d'Italia nella stagione 1990-1991. Il successo dei campani è ancora oggi l'unico di una squadra del Sud Italia. Anche la stagione 1991-1992 vide trionfare una squadra mai campione fino ad allora: la Pallacanestro Treviso sponsorizzata Benetton. Le stagioni seguenti videro un alternarsi di vittorie ancora una volta per l'Olimpia Milano e la Virtus Bologna, con Treviso che riuscì a ripetersi nel 1996-1997 e Varese che vinse nel 1998-1999.

Il campionato 1999-2000 fu vinto dalla Fortitudo Pallacanestro Bologna, per la prima volta vincente dopo tre finali perse consecutivamente tra il 1995-1996 ed il 1997-1998. La prima metà degli anni duemila vide i successi della Virtus Bologna, di Treviso, ancora della Fortitudo Bologna e per la prima volta della Mens Sana Basket Siena, al primo titolo nel 2003-2004.

A partire dalla stagione 2006-2007 è iniziato un nuovo ciclo di vittorie: la Montepaschi Siena ha infatti conquistato sul campo 7 scudetti consecutivi, dalla stagione 2006-2007 a quella 2012-2013, superando così il precedente record stabilito dall'Olimpia Milano tra il 1949 ed il 1954 (il primato è stato poi soltanto eguagliato a seguito della sentenza sportiva che ha revocato gli ultimi due scudetti della Mens Sana per frode sportiva). La serie è stata interrotta dal successo dell'Olimpia Milano nel 2013-2014, al 26º titolo della propria storia.

La vincitrice della stagione 2014-2015 è la Dinamo Sassari, che dopo 6 stagioni in serie A, conquista il suo primo scudetto battendo la Pallacanestro Reggiana (per entrambe le squadre è stata la prima finale scudetto della propria storia). Nella stagione 2015-2016 la Pallacanestro Reggiana torna in finale play-off ma viene sconfitta nuovamente, questa volta dall'Olimpia Milano, che conquista così il 27º scudetto della sua storia (il 2° negli ultimi 3 anni). Nel 2016-2017 a vincere è la Reyer Venezia Mestre che torna al successo dopo 74 anni, battendo in finale l'Aquila Trento, la quale aveva raggiunto per la prima volta nella sua storia la finale scudetto. L'anno dopo è la volta dell'Olimpia Milano, che vince il suo 28º scudetto superando in finale l'Aquila Trento. Nel campionato 2018-2019 torna alla vittoria la Reyer Venezia Mestre che sconfigge la Dinamo Sassari.

Dopo lo stop della stagione 2019-2020 dovuto alla situazione pandemica del paese, nella stagione 2020-2021 la vittoria va alla Virtus Pallacanestro Bologna che sconfigge l'Olimpia Milano in finale con un risultato di 4-0. Nel campionato 2021-2022, la situazione si è invece invertita: l'Olimpia Milano ha sconfitto la Virtus Pallacanestro Bologna, conquistando così il suo 29º titolo, vincendo la finale in 6 partite con il risultato di 4-2.

Nella stagione 2022-2023 l'Olimpia Milano sconfigge per il secondo anno consecutivo la Virtus Bologna con il risultato di 4-3, aggiudicandosi così il 30º scudetto della sua storia.

Nella stagione 2023-2024 l'Olimpia Milano per il terzo anno consecutivo sconfigge la Virtus Bologna con il risultato di 1-3, aggiudicandosi così il 31º scudetto della sua storia.

## Squadre partecipanti
Le seguenti 103 società hanno partecipato agli 85 campionati a girone unico disputati dal 1937-1938. In grassetto sono indicate le partecipanti all'edizione 2025-2026:
- 85 volte:  Olimpia Milano
- 83 volte:  Virtus Bologna
- 77 volte:  Pall. Varese
- 65 volte:  V.L. Pesaro,  Pall. Cantù
- 55 volte:  Reyer Venezia
- 38 volte:  Fortitudo Bologna
- 37 volte:  Virtus Roma
- 28 volte:  Mens Sana Siena,  Pall. Treviso,  Pall. Reggiana
- 24 volte:  Pall. Trieste
- 21 volte:  Amici Pall. Udinese
- 20 volte:  Juvecaserta,  Stella Azzurra
- 19 volte:  Auxilium Torino,  Scandone Avellino,  S.G. Triestina
- 17 volte:  Libertas Livorno 1947,  S.C. Gira
- 16 volte:  Milano 1958,  Pall. Pavia,  Viola R. Calabria,  Dinamo Sassari,  Vanoli Cremona
- 13 volte:  N.B. Brindisi,  UG Goriziana
- 12 volte:  Ginnastica Roma,  Pall. Biella,  Petrarca,  Aquila Trento
- 11 volte:  Libertas Forlì,  Partenope,  Scaligera Verona
- 10 volte:  Pallacanestro Brescia
- 9 volte:  Lazio,  Pistoia Basket,  Teramo Basket
- 8 volte:  Basket Rimini,  Libertas Biella,  Pall. Napoli,  RSR Sebastiani Rieti,  Sutor Montegranaro,  Universo Treviso
- 7 volte:  Basket Brescia,  Fabriano Basket,  Napoli Basket,  Olimpia Cagliari,  Olimpia Pistoia,  Orlandina,  Pielle Livorno
- 6 volte:  Basket Livorno,  Basket Napoli,  Itala Gradisca,  Montecatini S.C.,  Pall. Roseto
- 5 volte:  A. Costa Imola,  Parioli-Mussolini Roma,  Scafati Basket,  Derthona Basket,  Napoli Basket
- 4 volte:  B. Gallarate,  Basket Mestre,  Giordana Genova,  Mazzini Bologna,  Pirelli Milano
- 3 volte:  GUF Livorno,  LP Livorno,  Nuova AMG Rieti,  Pall. Firenze,  Robur Varese,  Trapani Shark
- 2 volte:  Aurora Desio,  B.C. Ferrara,  CRDA Monfalcone,  Junghans Venezia,  Libertas Asti,  LN Trieste,  Pall. Vigevano,  Sant'Agostino, Vela Viareggio
- 1 volta:  Alpe Bergamo,  Aresium,  Athletic Genova,  Aurora Jesi,  Dopolavoro Milano,  Ex Alunni Roma,  Ginn. Torino,  GUF Firenze,  GUF Palermo,  GUF Padova,  GUF Roma,  ILVA Trieste,  Junior Casale,  Marina La Spezia,  OARE Bologna,  Pall. Brindisi,  Pall. Messina,  Polizia Civile Trieste,  Robur Ravenna,  San Giusto Trieste,  Stamura Ancona

### Numero di partecipazioni per città
| Città                | Partecipazioni | Squadra                                                                                              | Regione               |
| -------------------- | -------------- | --- | --------------------- |
| Bologna              | 145            | Virtus Bologna, Fortitudo Bologna, S.C. Gira, Mazzini Bologna, Sant'Agostino, OARE Bologna           | Emilia-Romagna        |
| Milano               | 107            | Olimpia Milano, Milano 1958, Pirelli Milano, Aresium, Dopolavoro Milano                              | Lombardia             |
| Roma                 | 85             | Virtus Roma, Stella Azzurra, Ginnastica Roma, Lazio, Parioli Roma, GUF Roma, Ex Alunni Roma          | Lazio                 |
| Varese               | 81             | Pall. Varese, Robur Varese                                                                           | Lombardia             |
| Pesaro               | 65             | V.L. Pesaro                                                                                          | Marche                |
| Cantù                | 65             | Pall.Cantù                                                                                           | Lombardia             |
| Venezia              | 61             | Reyer Venezia, Basket Mestre, Junghans Venezia                                                       | Veneto                |
| Trieste              | 48             | Pall. Trieste, Ginn. Triestina, LN Trieste, ILVA Trieste, Polizia Civile Trieste, San Giusto Trieste | Friuli-Venezia Giulia |
| Napoli               | 37             | Pall. Napoli, Partenope, Napoli Basket, Basket Napoli, Napoli Basket                                 | Campania              |
| Livorno              | 36             | Libertas Livorno, Pall. Livorno, Basket Livorno, LP Livorno, GUF Livorno                             | Toscana               |
| Treviso              | 35             | Pall. Treviso, Universo Treviso                                                                      | Veneto                |
| Reggio Emilia        | 28             | Pall. Reggiana                                                                                       | Emilia-Romagna        |
| Siena                | 28             | Mens Sana Siena                                                                                      | Toscana               |
| Biella               | 20             | Pall. Biella, Libertas Biella                                                                        | Piemonte              |
| Caserta              | 20             | Juvecaserta                                                                                          | Campania              |
| Torino               | 20             | Auxilium Torino, Ginn. Torino                                                                        | Piemonte              |
| Udine                | 21             | A.P.U. Udine                                                                                         | Friuli-Venezia Giulia |
| Avellino             | 19             | Scandone Avellino                                                                                    | Campania              |
| Brescia              | 17             | Basket Brescia, Pall. Brescia                                                                        | Lombardia             |
| Cremona              | 16             | Vanoli Cremona                                                                                       | Lombardia             |
| Pavia                | 16             | Pall. Pavia                                                                                          | Lombardia             |
| Pistoia              | 16             | Olimpia Pistoia, Pistoia Basket                                                                      | Toscana               |
| Reggio Calabria      | 16             | Viola R. Calabria                                                                                    | Calabria              |
| Sassari              | 16             | Dinamo Sassari                                                                                       | Sardegna              |
| Brindisi             | 14             | Pall. Brindisi, New Basket Brindisi                                                                  | Puglia                |
| Gorizia              | 13             | UG Goriziana                                                                                         | Friuli-Venezia Giulia |
| Padova               | 13             | Petrarca, GUF Padova                                                                                 | Veneto                |
| Trento               | 12             | Aquila Trento                                                                                        | Trentino-Alto Adige   |
| Forlì                | 11             | Libertas Forlì                                                                                       | Emilia-Romagna        |
| Rieti                | 11             | AMG Seb. Rieti, NSB Rieti                                                                            | Lazio                 |
| Verona               | 11             | Scaligera Verona                                                                                     | Veneto                |
| Teramo               | 9              | Teramo Basket                                                                                        | Abruzzo               |
| Montegranaro         | 8              | Sutor Montegranaro                                                                                   | Marche                |
| Rimini               | 8              | Basket Rimini                                                                                        | Emilia-Romagna        |
| Cagliari             | 7              | Olimpia Cagliari                                                                                     | Sardegna              |
| Capo d'Orlando       | 7              | Orlandina                                                                                            | Sicilia               |
| Fabriano             | 7              | Fabriano Basket                                                                                      | Marche                |
| Gradisca d'Isonzo    | 6              | Itala Gradisca                                                                                       | Friuli-Venezia Giulia |
| Montecatini Terme    | 6              | Montecatini S.C.                                                                                     | Toscana               |
| Roseto degli Abruzzi | 6              | Pall. Roseto                                                                                         | Abruzzo               |
| Genova               | 5              | Giordana Genova, Athletic Genova                                                                     | Liguria               |
| Tortona              | 5              | Derthona Basket                                                                                      | Piemonte              |
| Firenze              | 4              | Pall. Firenze, GUF Firenze                                                                           | Toscana               |
| Gallarate            | 4              | B. Gallaratese                                                                                       | Lombardia             |
| Imola                | 4              | A. Costa Imola                                                                                       | Emilia-Romagna        |
| Scafati              | 4              | Scafati Basket                                                                                       | Campania              |
| Trapani              | 3              | Pall. Trapani                                                                                        | Sicilia               |
| Asti                 | 2              | Libertas Asti                                                                                        | Piemonte              |
| Desio                | 2              | Aurora Desio                                                                                         | Lombardia             |
| Ferrara              | 2              | B.C. Ferrara                                                                                         | Emilia-Romagna        |
| Monfalcone           | 2              | CRDA Monfalcone                                                                                      | Friuli-Venezia Giulia |
| Viareggio            | 2              | Vela Viareggio                                                                                       | Toscana               |
| Vigevano             | 2              | Pall. Vigevano                                                                                       | Lombardia             |
| Ancona               | 1              | Stamura Ancona                                                                                       | Marche                |
| Bergamo              | 1              | Alpe Bergamo                                                                                         | Lombardia             |
| Casale Monferrato    | 1              | Junior Casale                                                                                        | Piemonte              |
| Jesi                 | 1              | Jesi Academy                                                                                         | Marche                |
| La Spezia            | 1              | Marina La Spezia                                                                                     | Liguria               |
| Messina              | 1              | Pall. Messina                                                                                        | Sicilia               |
| Palermo              | 1              | GUF Palermo                                                                                          | Sicilia               |
| Ravenna              | 1              | Robur Ravenna                                                                                        | Emilia-Romagna        |

### Numero di partecipazioni per Regione
La Lombardia è la regione più rappresentata nella competizione con 16 partecipanti (alla stagione 2023/2024). La Basilicata, il Molise, l'Umbria e la Valle d'Aosta sono le uniche regioni che non hanno mai avuto squadre partecipanti al campionato.
| Regione               | Numero Squadre |
| --------------------- | -------------- |
| Lombardia             | 16             |
| Emilia-Romagna        | 12             |
| Toscana               | 12             |
| Friuli-Venezia Giulia | 11             |
| Lazio                 | 9              |
| Campania              | 8              |
| Veneto                | 8              |
| Piemonte              | 7              |
| Marche                | 5              |
| Sicilia               | 4              |
| Liguria               | 3              |
| Abruzzo               | 2              |
| Puglia                | 2              |
| Sardegna              | 2              |
| Calabria              | 1              |
| Trentino-Alto Adige   | 1              |

## Albo d'oro
- 1920 ·  SEF Costanza Milano (1º)
- 1921 ·  ASSI Milano (1º)
- 1922 ·  ASSI Milano (2º)
- 1923 ·  Internazionale (1º)
- 1924 ·  ASSI Milano (3º)
- 1925 ·  ASSI Milano (4º)
- 1926 ·  ASSI Milano (5º)
- 1927 ·  ASSI Milano (6º)
- 1928 ·  Ginnastica Roma (1º)
- 1929 · Campionato non disputato
- 1930 ·  S.G. Triestina (1º)
- 1931 ·  Ginnastica Roma (2º)
- 1932 ·  S.G. Triestina (2º)
- 1933 ·  Ginnastica Roma (3º)
- 1934 ·  S.G. Triestina (3º)
- 1935 ·  Ginnastica Roma (4º)
- 1935-1936 ·  Olimpia Milano (1º)
- 1936-1937 ·  Olimpia Milano (2º)
- 1937-1938 ·  Olimpia Milano (3º)
- 1938-1939 ·  Olimpia Milano (4º)
- 1939-1940 ·  S.G. Triestina (4°)
- 1940-1941 ·  S.G. Triestina (5°)
- 1941-1942 ·  Reyer Venezia (1º)
- 1942-1943 ·  Reyer Venezia (2º)
- 1943-1944 · Campionato non omologato
- 1944-1945 · Campionato non disputato
- 1945-1946 ·  Virtus Bologna (1º)
- 1946-1947 ·  Virtus Bologna (2º)
- 1947-1948 ·  Virtus Bologna (3º)
- 1948-1949 ·  Virtus Bologna (4º)
- 1949-1950 ·  Olimpia Milano (5°)
- 1950-1951 ·  Olimpia Milano (6°)
- 1951-1952 ·  Olimpia Milano (7°)
- 1952-1953 ·  Olimpia Milano (8°)
- 1953-1954 ·  Olimpia Milano (9°)
- 1954-1955 ·  Virtus Bologna (5°)
- 1955-1956 ·  Virtus Bologna (6°)
- 1956-1957 ·  Olimpia Milano (10°)
- 1957-1958 ·  Olimpia Milano (11°)
- 1958-1959 ·  Olimpia Milano (12°)
- 1959-1960 ·  Olimpia Milano (13°)
- 1960-1961 ·  Pall. Varese (1°)
- 1961-1962 ·  Olimpia Milano (14°)
- 1962-1963 ·  Olimpia Milano (15°)
- 1963-1964 ·  Pall. Varese (2°)
- 1964-1965 ·  Olimpia Milano (16°)
- 1965-1966 ·  Olimpia Milano (17°)
- 1966-1967 ·  Olimpia Milano (18°)
- 1967-1968 ·  Pall. Cantù (1°)
- 1968-1969 ·  Pall. Varese (3°)
- 1969-1970 ·  Pall. Varese (4°)
- 1970-1971 ·  Pall. Varese (5°)
- 1971-1972 ·  Olimpia Milano (19°)
- 1972-1973 ·  Pall. Varese (6°)
- 1973-1974 ·  Pall. Varese (7°)
- 1974-1975 ·  Pall. Cantù (2°)
- 1975-1976 ·  Virtus Bologna (7°)
- 1976-1977 ·  Pall. Varese (8°)
- 1977-1978 ·  Pall. Varese (9°)
- 1978-1979 ·  Virtus Bologna (8°)
- 1979-1980 ·  Virtus Bologna (9°)
- 1980-1981 ·  Pall. Cantù (3°)
- 1981-1982 ·  Olimpia Milano (20°)
- 1982-1983 ·  Virtus Roma (1°)
- 1983-1984 ·  Virtus Bologna (10°)
- 1984-1985 ·  Olimpia Milano (21°)
- 1985-1986 ·  Olimpia Milano (22°)
- 1986-1987 ·  Olimpia Milano (23°)
- 1987-1988 ·  V.L. Pesaro (1°)
- 1988-1989 ·  Olimpia Milano (24°)
- 1989-1990 ·  V.L. Pesaro (2°)
- 1990-1991 ·  Juvecaserta (1°)
- 1991-1992 ·  Pall. Treviso (1°)
- 1992-1993 ·  Virtus Bologna (11°)
- 1993-1994 ·  Virtus Bologna (12°)
- 1994-1995 ·  Virtus Bologna (13°)
- 1995-1996 ·  Olimpia Milano (25°)
- 1996-1997 ·  Pall. Treviso (2°)
- 1997-1998 ·  Virtus Bologna (14°)
- 1998-1999 ·  Pall. Varese (10°)
- 1999-2000 ·  Fortitudo Bologna (1°)
- 2000-2001 ·  Virtus Bologna (15°)
- 2001-2002 ·  Pall. Treviso (3°)
- 2002-2003 ·  Pall. Treviso (4°)
- 2003-2004 ·  Mens Sana Siena (1°)
- 2004-2005 ·  Fortitudo Bologna (2°)
- 2005-2006 ·  Pall. Treviso (5°)
- 2006-2007 ·  Mens Sana Siena (2°)
- 2007-2008 ·  Mens Sana Siena (3°)
- 2008-2009 ·  Mens Sana Siena (4°)
- 2009-2010 ·  Mens Sana Siena (5°)
- 2010-2011 ·  Mens Sana Siena (6°)
- 2011-2012 · Titolo revocato  (a Siena)
- 2012-2013 · Titolo revocato  (a Siena)
- 2013-2014 ·  Olimpia Milano (26°)
- 2014-2015 ·  Dinamo Sassari (1°)
- 2015-2016 ·  Olimpia Milano  (27°)
- 2016-2017 ·  Reyer Venezia  (3°)
- 2017-2018 ·  Olimpia Milano (28°)
- 2018-2019 ·  Reyer Venezia (4°)
- 2019-2020 · Campionato sospeso e non assegnato
- 2020-2021 ·  Virtus Bologna (16°)
- 2021-2022 ·  Olimpia Milano (29°)
- 2022-2023 ·  Olimpia Milano (30°)
- 2023-2024 ·  Olimpia Milano (31°)
- 2024-2025 ·  Virtus Bologna (17°)

## Denominazioni ufficiali
Nel corso degli anni, il campionato di Serie A ha mutato il nome più volte per ragioni di sponsorizzazione. Questo l'elenco delle denominazioni ufficiali del campionato:
- 1993-1996: Luxottica Cup
- 1996-1998: Polo Cup
- 1998-1999: Trofeo Ford Puma
- 1999-2000: SportWeek Cup
- 2000-2003: Foxy Cup
- 2003-2009: Serie A TIM
- 2009-2012: Agos Ducato Serie A
- 2012-2016: Serie A Beko
- 2016-2019: PosteMobile Serie A
- 2020-2025: Serie A UnipolSai

## Premi individuali
- Lega Basket Serie A FIP MVP
- Lega Basket Serie A FIP MVP finale scudetto
- Miglior under-22 della Lega Basket Serie A FIP
- Miglior allenatore della Lega Basket Serie A FIP

## Classifica dei marcatori del campionato italiano di pallacanestro
Di seguito sono riportate le prime quindici posizioni della classifica dei marcatori del campionato italiano di pallacanestro.
Nel computo sono considerati i punti realizzati nella massima serie dal 1948-49 al 1974-75, del campionato di A1 dal 1974-75 al 2000-01, del nuovo campionato di Serie A dal 2001-02 ad oggi e dei campionati di Serie A2 dal 1974-75 sino al 2000-01 compreso, quando i due campionati sono stati ufficialmente separati con la nascita di due leghe distinte. 
| Pos. | Nome              | Punti  | Gare | Media | Anni        | Squadre                                                                                                 |
| ---- | ----------------- | ------ | ---- | ----- | ----------- | --- |
| 1.   | Antonello Riva    | 14.397 | 785  | 18,34 | 1977 - 2002 | Cantù - Milano - VL Pesaro - Ginnastica Goriziana                                                       |
| 2.   | Oscar Schmidt     | 13.957 | 403  | 34,63 | 1982 - 1993 | Juvecaserta - Pavia                                                                                     |
| 3.   | Carlton Myers     | 11.320 | 581  | 19,48 | 1988 - 2009 | Rimini - VL Pesaro - Fortitudo Bologna - Virtus Roma - Siena                                            |
| 4.   | Chuck Jura        | 9.870  | 344  | 28,69 | 1972 - 1985 | Pall. Milano - Mestre - Alpe Bergamo - Montesacro Roma                                                  |
| 5.   | Bob Morse         | 9.785  | 352  | 27,79 | 1972 - 1986 | Varese - Reggiana                                                                                       |
| 6.   | Mario Boni        | 9.756  | 470  | 20,75 | 1983 - 2005 | Vigevano - Montecatini - Virtus Roma - Roseto - Teramo - Jesi                                           |
| 7.   | Larry Middleton   | 9.460  | 527  | 17,95 | 1989 - 2005 | Trieste - Rimini - Cervia - Basket Napoli - Siena - VL Pesaro - Avellino                                |
| 8.   | Renato Villalta   | 9.266  | 558  | 16,60 | 1975 - 1991 | Mestre - Virtus Bologna - Benetton Treviso                                                              |
| 9.   | Walter Magnifico  | 9.189  | 740  | 12,41 | 1979 - 2001 | Fortitudo Bologna - VL Pesaro - Virtus Bologna - Virtus Roma                                            |
| 10.  | Roberto Premier   | 9.140  | 635  | 14,39 | 1978 - 1996 | Ginn. Goriziana - Milano - Virtus Roma - Modena                                                         |
| 11.  | Mike Mitchell     | 9.064  | 323  | 28,06 | 1988 - 1999 | Basket Brescia - Napoli Basket - Reggiana                                                               |
| 12.  | Vincenzo Esposito | 8.638  | 453  | 19,06 | 1984 - 2006 | Juvecaserta - Fortitudo Bologna - VL Pesaro - Olimpia Pistoia - Imola - Udine - Virtus Roma - Orlandina |
| 13.  | Andrea Niccolai   | 8.472  | 537  | 15,77 | 1987 - 2003 | Montecatini - Virtus Roma - Forlì - Benetton Treviso - Biella - Milano                                  |
| 14.  | Francesco Vescovi | 7.434  | 606  | 12,26 | 1980 - 2004 | Varese - Olimpia Pistoia - Fortitudo Bologna                                                            |
| 15.  | Ron Rowan         | 7.324  | 286  | 26,60 | 1989 - 2001 | Venezia - Olimpia Pistoia - Napoli Basket - Trapani - Reggiana - Modena - Cantù - Trieste - Siena       |